# 엡실론-델타 논법
해석학에서 엡실론-델타 논법(έψιλον-δέλτα論法, 영어: epsilon-delta argument)은 함수의 극한을 수학적으로 명확하게 정의하는 방법이다.

## 개요

### 직관적인 방식으로 정의한 극한의 한계
x가 c로 갈 때 함수 f(x)의 극한이 L임을 아래처럼 표현한다.
{\displaystyle \lim _{x\to c}f(x)=L}
이는 직관적으로 말하면, x가 c에 한없이 가까워질 때 f(x)도 L에 한없이 가까워진다는 의미이다. 그런데 '한없이 가까워진다'라는 서술은 수학적으로 엄밀한 서술이 아니다.

그림 1. 앞의 서술처럼 극한을 정의하게 되면 위와 같은 그래프는 0으로 갈 때 극한의 정의가 불분명해진다.

예를 들어 구간 {\displaystyle [-1,1]} 위에서 {\displaystyle \mathbf {1} _{\mathbb {Q} }(x)={\begin{cases}1&x\in \mathbb {Q} \\0&x\notin \mathbb {Q} \end{cases}}}로 정의된 디리클레 함수는 그림 1의 그래프와 같은 모양을 가진다. 그런데 극한을 x가 0으로 갈 때의 극한을 "x가 0에 한없이 가까워질 때의 함숫값"으로 정의한다면 그래프에서 볼 수 있듯이 함숫값 f(x)는 x가 0에 가까워짐에 따라 0과 1을 동시에 끊임없이 반복해서 가지므로, 극한이 존재한다고 봐야할지, 아니면 0과 1 모두 극한값이라고 봐야할지, 아니면 극한이 존재하지 않는다고 봐야할지 불분명해진다. 따라서 극한을 서술하기 위해서는 다른 엄밀한 방법으로 정의해야 하는데, 이때 사용되는 것이 바로 엡실론-델타 논법이다.

### 엡실론 델타 논법의 아이디어
엡실론-델타 논법을 설명하기 위해 다음의 예시를 보자.

그림 2. x가 a로 갈 때 함수 f(x)의 극한값이 b인 예시

그림 2의 그래프처럼 정의된 함수 f에 대해 {\displaystyle \lim _{x\to a}f(x)}를 생각해 보자. 직관적으로 보면, x가 a로 갈 때 함숫값 f(x)는 b에 가까워지므로 극한값은 b라고 할 수 있을 것이다. 이 말인즉슨 x가 a에 충분히 가까워질수록 함숫값 f(x)도 b에 원하는 만큼 가까워질 수 있다는 의미이다. 반대로 말하면, 함숫값 f(x)가 b에 원하는 만큼 가까워지게 하려면 x가 a에 충분히 가까운 거리 안에 있도록 해주면 된다. 즉, 임의의 작은 양의 실수 ε이 주어져서 f(x)가 b와 ε보다는 가깝게 하고 싶다면, x가 a와 어떤 충분히 작은 양의 실수 δ만큼의 거리 내에 있도록 해주면 된다. 이는 임의의 ε에 대해 |f(x)-b|<ε가 되도록 하려면, 충분히 작은 실수 δ를 잡아서 x가 0<|x-a|<δ를 만족하게 하면 된다는 뜻이다.
위의 서술은 x가 a로 갈 때 함수 f(x)의 극한이 b라는 것을 엄밀한 서술 없이 직관적인 방식으로 이해했을 때 자연스럽게 유도되는 성질이었다. 반대로 함수의 극한을 위의 성질을 만족하도록 하는 방식으로 엄밀하게 정의할 수 있다. 즉 아래처럼 정의할 수 있다.
• x가 a로 갈 때 함수 f(x)의 극한값이 b라는 것은, 임의의 양의 실수 ε이 주어졌을 때 조건을 만족하는 어떤 양의 실수 δ를 항상 찾을 수 있다는 것이다. 이때의 조건이란 0<|x-a|<δ인 모든 x가 |f(x)-b|<ε를 만족하는 것이다.
이러한 방식으로 극한을 정의하는 것을 엡실론-델타 논법이라고 한다.
참고로 x가 a에 가까워지는 상황을 고려하고 있으므로 극한값은 f(x)가 x=a에서 어떤 값을 가지는지와는 무관하다. 이 사실은 |x-a|<δ인 모든 x에 대해서가 아니라 0<|x-a|<δ인 모든 x에 대해서만 조건을 만족하면 된다는 앞의 서술에 잘 나타난다.(즉, x=a일 때는 어떤 조건을 만족할 필요가 없다.) 앞의 엡실론-델타 논법에서 조건을 |x-a|<δ인 모든 x에 대해서 만족하는 것으로 바꾸면, 이는 연속 실함수에 대한 엡실론-델타 논법을 이용한 정의가 된다.

## 정의

### 실함수의 경우

가 와 만큼 가까울 때, 는 과 이내 만큼 가깝다.

실수의 부분 집합 {\displaystyle E\subseteq \mathbb {R} }에 정의된 실함수 {\displaystyle f:E\to \mathbb {R} }가 {\displaystyle E}의 극한점 {\displaystyle a\in E'}에서 가지는 극한
{\displaystyle \lim _{E\ni x\to a}f(x)=L}
을 엡실론-델타 논법을 통해 다음과 같이 정의를 할 수 있다.
- 임의의 {\displaystyle \epsilon >0}에 대하여, 어떤 {\displaystyle \delta >0}가 존재하여, 임의의 {\displaystyle x\in E}에 대하여, {\displaystyle 0<|x-a|<\delta }는 {\displaystyle |f(x)-L|<\epsilon }을 함의한다.

이를 기호로 표기하면 다음과 같다.
- {\displaystyle \forall \epsilon >0\;\exists \delta >0\;\forall x\in E\colon \;0<|x-a|<\delta \implies |f(x)-L|<\epsilon }

즉, 임의의 오차 범위를 시험하였을 때, 독립 변수가 일정 값과 어떤 작은 거리 이내인 값에 대한 함숫값과 극한값이 그 오차 범위 이내인 것을 보장한다는 뜻이다.

### 거리 공간의 경우
거리 공간 {\displaystyle (X,d_{X})}에서 거리 공간 {\displaystyle (Y,d_{Y})}로 가는 함수 {\displaystyle f\colon X\to Y}가 {\displaystyle X}의 극한점 {\displaystyle a\in X'}에서 가지는 극한
{\displaystyle \lim _{x\to a}f(x)=L}
의 엡실론-델타 논법을 통한 정의는 다음과 같다.
- 임의의 {\displaystyle \epsilon >0}에 대하여, 어떤 {\displaystyle \delta >0}가 존재하여, 임의의 {\displaystyle x\in X}에 대하여, {\displaystyle d_{X}(x,a)<\delta }는 {\displaystyle d_{Y}(f(x),L)<\epsilon }을 함의한다.

이를 기호로 표기하면 다음과 같다.
•{\displaystyle \forall \epsilon >0\;\exists \delta >0\;\forall x\in E\colon \;0<d_{X}(x,a)<\delta \implies d_{Y}(f(x),L)<\epsilon }

## 예
엡실론-델타 논법을 이용해 다음을 증명해보자.
{\displaystyle \lim _{x\to 2}(4x+1)=9}
임의의 {\displaystyle \epsilon >0}에 대해, {\displaystyle \delta =\epsilon /4}를 고려하자. 그러면 {\displaystyle 0<|x-2|<\delta }이면 {\displaystyle |4x-8|<\epsilon }을 만족한다. 따라서 {\displaystyle |(4x+1)-9|<\epsilon }이 성립하므로 함수의 극한값은 9이다.
한편 개요 문단에서 소개한 디리클레 함수 {\displaystyle f(x)=\mathbf {1} _{\mathbb {Q} }(x)}는 모든 점에서 극한이 존재하지 않음을 엡실론-델타 논법으로 증명해보자. 귀류법으로 보이기 위해 어떤 점 
{\displaystyle a\in \mathbb {R} }에서 극한값이 {\displaystyle L}라 하자.
이때 {\displaystyle \epsilon ={\frac {1}{3}}}을 고려하자. 그런데 어떤 {\displaystyle \delta >0} 값을 잡든지간에 상관없이 {\displaystyle 0<|x-a|<\delta }을 만족하는 유리수 또는 무리수 {\displaystyle x}가 항상 존재한다. 즉 {\displaystyle f(x)}가 0 또는 1인 {\displaystyle x}가 범위 안에 항상 존재하므로 {\displaystyle |f(x)-L|<2\epsilon <1}을 만족할 수 없다. 모든 {\displaystyle L}에 대해 이를 만족하지 않으므로 {\displaystyle a}에서 극한은 존재하지 않는다.

## 응용
함수의 극한 외의 여러 해석학적 개념을 엡실론-델타 논법을 통해 정의할 수 있다. 특히, 실수 함수에 대해서는 다음과 같다.
| 개념           | 엡실론-델타 정의 |
| -------------- | --- |
| 점에서 연속    | {\displaystyle \forall \epsilon >0\;\exists \delta >0\;\forall x\in E\colon \;\|x-a\|<\delta \implies \|f(x)-f(a)\|<\epsilon }                  |
| 연속 함수      | {\displaystyle \forall a\in E'\;\forall \epsilon >0\;\exists \delta >0\;\forall x\in E\colon \;\|x-a\|<\delta \implies \|f(x)-f(a)\|<\epsilon } |
| 균등 연속 함수 | {\displaystyle \forall \epsilon >0\;\exists \delta >0\;\forall x,y\in E\colon \|x-y\|<\delta \implies \|f(x)-f(y)\|<\epsilon }                  |

### 거리 공간의 경우
두 거리 공간 사이의 함수에 대한 여러 가지 개념의 엡실론-델타 정의는 다음과 같다.
| 개념           | 엡실론-델타 정의 |
| -------------- | --- |
| 점에서 연속    | {\displaystyle \forall \epsilon >0\;\exists \delta >0\;\forall x\in X\colon \;d_{X}(x,a)<\delta \implies d_{Y}(f(x),f(a))<\epsilon }                  |
| 연속 함수      | {\displaystyle \forall a\in E'\;\forall \epsilon >0\;\exists \delta >0\;\forall x\in X\colon \;d_{X}(x,a)<\delta \implies d_{Y}(f(x),f(a))<\epsilon } |
| 균등 연속 함수 | {\displaystyle \forall \epsilon >0\;\exists \delta >0\;\forall x,y\in X\colon d_{X}(x,y)<\delta \implies d_{Y}(f(x),f(y))<\epsilon }                  |

## 역사
1817년 베른하르트 볼차노가 기본적인 개념을 세웠고, 19세기 프랑스의 수학자 오귀스탱 루이 코시가 최초 (ε, δ) 표기를 사용해 좀 더 엄밀하게 정의하였고, 후에 카를 바이어슈트라스가 이것을 논리적으로 더욱 엄밀하게 하여 정식화하였다.

## 같이 보기
- 함수의 극한
- 수열의 극한
- 미적분학
- 해석학 (수학)